# Charles-Eugène Pouliot
Pour les articles homonymes, voir Pouliot.
Charles-Eugène Pouliot (19 décembre 1856-24 juin 1897) fut un avocat et homme politique fédéral et provincial du Québec.

## Biographie
Né à Rivière-du-Loup dans le Canada-Est, il devint député du Parti libéral du Québec dans la circonscription provinciale de Témiscouata en 1890. Il fut défait en 1892. Élu député du Parti libéral du Canada dans la circonscription fédérale de Témiscouata en 1896, il décéda en fonction en 1897.
Il est le fils de Jean-Baptiste Pouliot, député fédéral de Témiscouata. Il est aussi le père de Jean-François Pouliot, sénateur et député fédéral de Témiscouata et l'oncle de Camille-Eugène Pouliot, ministre et député provincial de Gaspé-Sud.